# Lübesse
Lübesse es un municipio situado en el distrito de Ludwigslust-Parchim, en el estado federado de Mecklemburgo-Pomerania Occidental (Alemania), a una altitud de 42 metros. Su población a finales de 2016 era de 703 habs. y su densidad poblacional, 35 hab/km².
Se encuentra ubicado a poca distancia al sur de la ciudad de Schwerin.